# 博清額
博清額（1721年—1785年），富察氏，清朝軍事將領、繙譯進士。
乾隆十七年，登繙譯進士，授兵部主事，同年改戶部員外郎；任軍機章京。乾隆三十五年，署兵部左侍郎，任正藍旗滿洲副都統。乾隆三十六年，任內閣學士、察視永定河。乾隆三十八年，任欽差內閣學士，赴四川軍營。乾隆三十八年，任領隊大臣，征金川。次年署理藩院侍郎。乾隆四十年，任正黃旗蒙古副都統。乾隆四十一年，負責行在刑部事務、理藩院左侍郎、鑲黃旗蒙古副都統。乾隆四十二年，署工部右侍郎、任庫倫辦事大臣。乾隆四十四年，任兵部左侍郎。乾隆四十五年，任理藩院尚書，署左都御史、任欽差大臣，護送班禪額爾德尼金塔。乾隆四十五年，任西藏辦事大臣。乾隆四十七年，任鑲黃旗漢軍副都統。乾隆四十九年，任正白旗蒙古都統。